# 中沢茂一
中沢 茂一（なかざわ もいち、1912年（明治45年）5月5日 - 2004年（平成16年）11月20日）は、衆議院議員（日本社会党）。

## 来歴
長野県上水内郡芋井村（現長野市）生まれ。昭和12年（1937年）日本大学政治学科卒。桜田製作所に入社し、保険組合常務となり、同19年（1944年）奥田製油所南方総局長兼シンガポール所長として現地に赴任、敗戦で帰国した。同22年（1947年）米倉龍也の秘書となり、長野県農協連合会嘱託、県農民連盟常任参与、信越林産工業協同組合理事長などを歴任した。
昭和27年（1952年）第25回衆議院議員総選挙に長野県第1区から初当選し、同47年（1972年）の第33回衆議院議員総選挙まで断続的に通算8回当選を果たし、主に農政問題に尽力した。日本社会党長野県本部顧問を長く務め、同49年（1974年）から同52年（1977年）まで党中央本部統制委員長となり、衆議院予算委員会理事、社会党政策審議会副会長などを歴任した。

## 著書
- 『新ヒューマニズム論 ヒューマニズムの哲学と感性の探究』勁草書房、1992年。
- 『人間性の燃える炎がヒューマニズム』文芸社、2001年。